# Paradise Island
Paradise Island – wysepka połączona dwoma mostami z Nassau, na której znajduje się kilkanaście hoteli, kasyna, oceanarium i pole golfowe. W oceanarium jest wiele niezwykle rzadkich gatunków. Można tam pływać z delfinami oraz dotykać niektórych ryb.